# 1996年夏季残疾人奥林匹克运动会中国代表团
1996年夏季残疾人奥林匹克运动会中国代表团是中国派出的1996年夏季残疾人奥林匹克运动会代表团。获得16枚金牌、13枚银牌和10枚铜牌。